# Assignatura
Una assignatura o matèria, en educació, és un àmbit objecte d'estudi a l'escola o altres institucions acadèmiques. Cada assignatura consta d'un currículum educatiu, uns objectius i uns criteris d'avaluació, fixats per l'administració o el professorat especialista que la imparteix.
Segons la seva tipologia, es parla d'assignatures o matèries obligatòries i d'optatives o variables: les primeres formen part de la instrucció conduent a un determinat títol o es consideren imprescindibles per dominar una disciplina, mentre que les segones complementen i amplien les primeres i es poden triar segons els interessos de l'alumnat. A la universitat o educació no reglada, les assignatures poden classificar-se segons també la metodologia didàctica predominant, així hi ha assignatures de laboratori, de seminari, etc.